# 4Matic

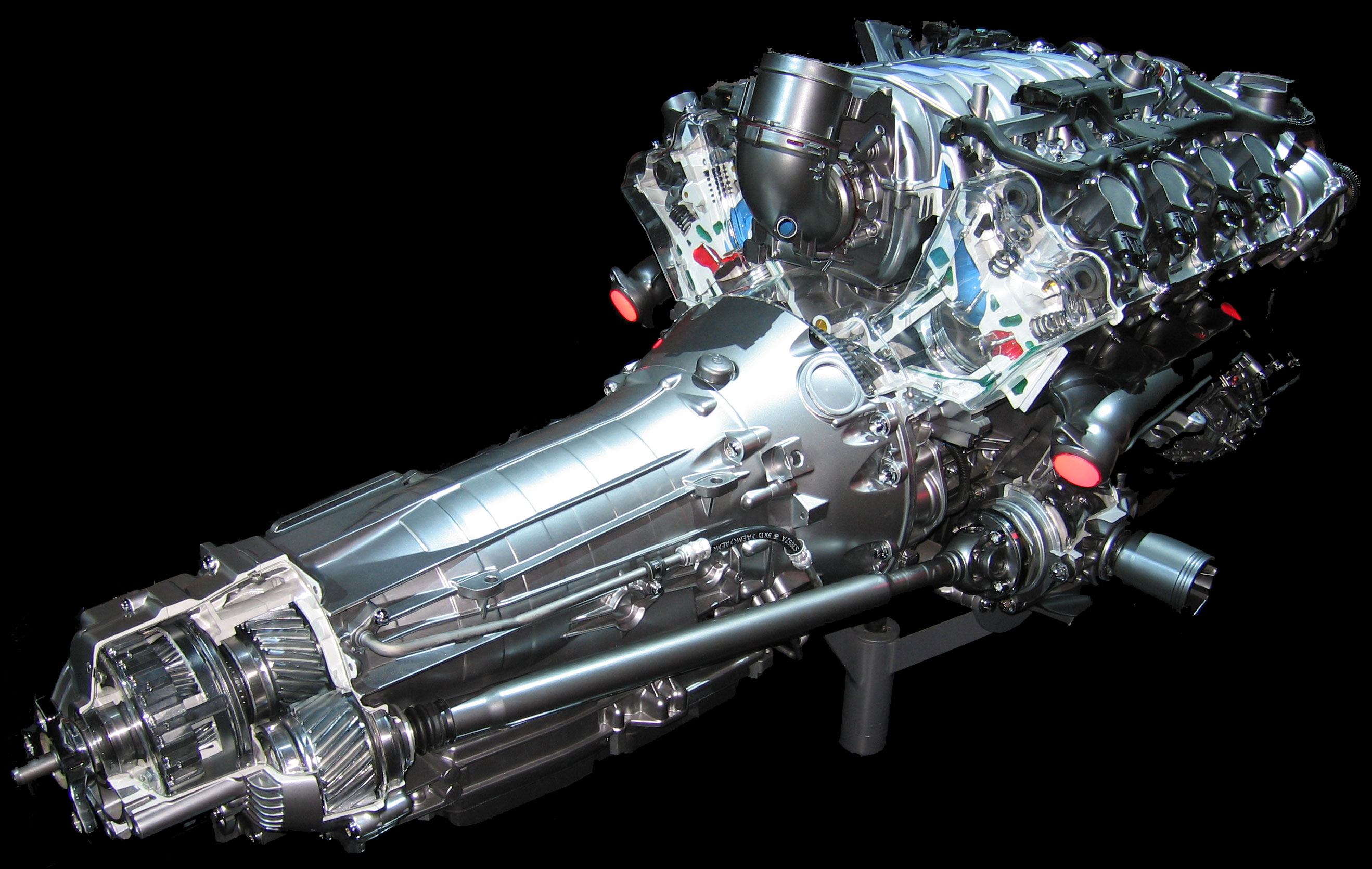
Skrzynia biegów z napędem 4Matic

4MATIC – napęd na wszystkie koła w pojazdach osobowych marki Mercedes-Benz. Budowa napędu zależna jest od generacji, jednak w głównej mierze polega na „doklejeniu” dyferencjału centralnego do istniejących skrzyń automatycznych i połączeniu go osobnym wałem do dyferencjału przedniego i tylnego. Początkowo wymusiło to znaczną modyfikację zawieszenia oraz silnika co było też spowodowane dyferencjałem przednim niezintegrowanym ze skrzynią oraz daleko wysuniętej przedniej osi. Nazwa pochodzi od 4(-wheel-drive) i (auto)matic.
Napęd swoją premierę miał w Mercedesie W124 w 1986 – 300E 4MATIC – i jest produkowany do dziś. Obecnie niemal każdy model można zamówić z napędem 4MATIC.

## Generacja W124
Napęd ten został zaprezentowany w 1986 roku równolegle z elektronicznym systemem ASR oraz – co ważne – elektrohydraulicznym ASD – bo 4Matic był głównie oparty na tym systemie. System współpracował także z seryjnie montowanym systemem ABS (trójpunktowym), który dostarczał informacji o prędkości obrotowej kół. Centralny mechanizm różnicowy był elektrohydraulicznie regulowany i mógł konfigurować napęd na trzy różne tryby:
- Tryb 0 – napęd na tył
- Tryb 1 – napęd na obie osie; rozkład napędu w stosunku 35%–65%
- Tryb 2 – napęd na obie osie; rozkład napędu w stosunku 50%–50%

W przypadku, gdyby tryb drugi wciąż uniemożliwił ruszenie samochodu:
- Tryb 3 – napęd na obie osie; rozkład napędu w stosunku 50%–50%; tylna oś zablokowana (ASD).

Miejsca przy silniku było bardzo mało. W dodatku tradycyjnie daleko wysunięta przednia oś nie pomogła w konstruowaniu „przedniego” napędu. Z tego powodu, mechanizm różnicowy przedniej osi został umieszczony w misce olejowej silnika, a całe przednie zawieszenie zostało tak przekonstruowane, aby półosie mogły swobodnie obracać kołami. Z powodu skomplikowanej budowy napęd był drogi. W momencie premiery, dopłata do czteronapędowego układu modelu 300E wynosiła 12 tys. DM.

## Generacja W163/W210
Druga generacja 4MATIC została stworzona z kooperacją ze Steyr-Daimler-Puch, która wcześniej zaprojektowała legendarną Klasę G. Budowa była o wiele prostsza w stosunku do napędu poprzedniej generacji. Przede wszystkim wyeliminowano elektrohydrauliczny centralny mechanizm różnicowy na rzecz prostej przekładni planetarnej. Oznaczało to, że nowy 4Matic był napędem permanentnym. Ponadto dyferencjały osiowe były otwarte i nie zawierały systemu ASD. W przypadku poślizgu (w najgorszym przypadku ślizgają się dwa koła i auto nie jedzie) pomagał seryjnie montowany system ETS (później ESP), który przyhamowywał ślizgające się koło stwarzając pozorne warunki pełnej przyczepności.
Pierwszym modelem, w którym go zamontowano była Klasa M W163. Klasa M jako typowy SUV miała zawieszenie opracowane dla czterokołowego napędu, a więc i tutaj rozwiązania były o wiele prostsze. Rozkład siły napędowej wynosił 48%–52% przód-tył.
Rok później Mercedes zaprezentował Klasę E W210 z przystosowanym napędem 4MATIC z Klasy M. Różnice polegały tylko na innym dyferencjale centralnym (rozkład siły 35%–65%) oraz na innym (również prostszym w stosunku do W124) zawieszeniu przednim.
Obecne modele wyposażone w układ napędowy 4MATIC opierają się na tej generacji.
W swojej palecie Mercedes-Benz posiada wiele modeli ze stałym napędem na 4 koła 4MATIC:
- Klasa C
  - C 250 CDI 4MATIC BE (BlueEFFICIENCY)
  - C 300 CDI 4MATIC BE
  - C 350 4MATIC BE
- Klasa E
  - E 220 CDI 4MATIC Blue Tec
  - E 250 CDI 4MATIC BE
  - E 350 CDI 4MATIC BE
  - E 300 4MATIC BE
  - E 350 4MATIC BE
  - E 500 4MATIC BE
- Klasa CLS
  - CLS 350 CDI 4MATIC BE
  - CLS 500 4MATIC BE
- Klasa CLS Shooting Brake
  - CLS 350 CDI 4MATIC BE
  - CLS 500 4MATIC BE
- Klasa S
  - S 350 BlueTEC 4MATIC
  - S 350 4MATIC BE
  - S 500 4MATIC BE
- Klasa CL
  - 500 4MATIC BE
- Klasa M
  - ML 350 4MATIC BE
  - ML 500 4MATIC BE
  - ML 250 BlueTEC 4MATIC
  - ML 350 BlueTEC 4MATIC
- Klasa GLK
  - GLK 220 CDI 4MATIC BE
  - GLK 220 BlueTEC 4MATIC
  - GLK 250 BlueTEC 4MATIC
  - GLK 350 CDI 4MATIC BE
  - GLK 350 4MATIC BE
- Klasa G
  - G 350 BlueTEC L 4MATIC
  - G 500 4MATIC
- Klasa GL
  - GL 350 BlueTEC 4MATIC
  - GL 500 4MATIC BE
- Klasa R
  - R 350 CDI 4MATIC
  - R 350 BlueTEC L 4MATIC